# Hamilton Pat Pavers
Gli Hamilton Pat Pavers sono stati una franchigia di pallacanestro della EBA, con sede a Hamilton, nel New Jersey, attivi tra il 1967 e il 1974.
Nacquero nel 1967 a Bridgeport, nel Connecticut, come Bridgeport Flyers. A metà della prima stagione si trasferirono a Binghamton, nello stato di New York, rinominandosi Binghamton Flyers. Disputarono altre due stagioni nella EPBL, prima di spostarsi a Trenton, cambiando nome in Trenton Pat Pavers. Dopo due stagioni si spostarono a Hamilton.

## Stagioni
| Stagione | Lega | Denominazione                | V  | P  | %    | Piazzamento | Play-off           |
| -------- | ---- | ---------------------------- | -- | -- | ---- | ----------- | ------------------ |
| 1967-68  | EPBL | Bridgeport/Binghamton Flyers | 10 | 22 | 31,3 | 7º          | -                  |
| 1968-69  | EPBL | Binghamton Flyers            | 9  | 18 | 33,3 | 5º          | -                  |
| 1969-70  | EPBL | Binghamton Flyers            | 7  | 20 | 25,6 | 8º          | -                  |
| 1970-71  | EBA  | Trenton Pat Pavers           | 6  | 22 | 21,4 | 5º          | -                  |
| 1971-72  | EBA  | Trenton Pat Pavers           | 13 | 17 | 43,3 | 4º          | Semifinale         |
| 1972-73  | EBA  | Hamilton Pat Pavers          | 11 | 19 | 36,7 | 6º          | -                  |
| 1973-74  | EBA  | Hamilton Pat Pavers          | 14 | 13 | 51,9 | 2º          | Finale di division |